# Ullerslev Kirke
Ullerslev kirke er en bygning i Ullerslev på Østfyn. Den hvidkalkede, blytækte kirke består af skib, kor og apsis hvortil er tilbygget tårn og våbenhus. Koret med rundingen og skibet er fra ca. år 1200, bygget i romansk rundbuestil. Skib, kor og apsis er opført af rå, kløvede kampesten, der hviler på en granitsokkel, ligesom nederste skifte i muren er af kvadersten. Sokkel og korets hjørner er i blank mur. I det halvrunde apsis er et mindre rundbuet vindue. Både korgavl og skibets gavl mod øst er opført af kampesten, sidstnævnte med tilføjede kamme af tegl stammende fra senmiddelalder. Tårnet og våbenhuset et par hundrede år yngre i gotisk spidsbuestil.
Inde i kirken ses den gamle kvindedør fra 1586, og over den et krucifiks fra omkring 1520.
Alterbordet, et fornemt billedskærerarbejde med arkader, stammer fra 1584. Altertavlen med malet årstal 1584 har indsat et maleri, kopi efter Christoffer Wilhelm Eckersberg: Kristus i Getsemane (signeret Hans R. 1936). Kirkens alterstager stammer fra omkring 1600.
Granitfonten i romansk stil.
Prædikestolen fra sengotisk tid med to rækker af foldeværksfyldninger (delvist fornyede) og snoede hjørnesøjler.
Nederst i kirken står orglet, indviet 9. september 1962.
Kirken har to klokker, den ene er støbt 1433 af Hans Ghyse, den anden 1906 af L. Andersen i Århus.
Kirken blev restaureret i 1928.
1952 blev opført et ligkapel på kirkegården.

## Eksterne kilder og henvisninger
- Ullerslev Kirke hos KortTilKirken.dk